# Bueng Kan
Bueng Kan (in thailandese บึงกาฬ), è una città minore (thesaban mueang) della Thailandia di 20 062 abitanti (nel 2020).. Il territorio comunale occupa parte del distretto di Mueang Bueng Kan, che è capoluogo della Provincia di Bueng Kan nel gruppo regionale della Thailandia del Nordest.

## Geografia fisica

### Territorio
La cittadina è in una zona pianeggiante all'estremità nord-orientale dell'altopiano di Korat ed è bagnata dal fiume Mekong, che in questa zona fa da confine con il Laos. Sulla riva opposta si trova la città laotiana di Pakxan. Bueng Kan si è sviluppata attorno all'incrocio tra la Strada Statale 212 e la 222, 136 chilometri a est-nord-est di Nong Khai e 750 a nord-nord-est di Bangkok.

### Clima
Il clima è tropicale e piovoso, di tipo Am secondo la classificazione dei climi di Köppen. La temperatura media mensile minima è di 20,5° a gennaio e la massima di 28,1° a maggio. La temperatura minima registrata è stata di 13,9° a gennaio e la massima di 33,2° ad aprile. Le maggiori precipitazioni sono a luglio con 652 mm, il mese meno piovoso è gennaio con 4 mm. La stagione delle piogge inizia dopo la metà di aprile e dura fino ai primi di ottobre. La stagione fresca va da novembre a febbraio e la breve stagione secca si verifica a marzo e aprile.

## Storia
Bueng Kan ottenne lo status di "distretto sanitario" (sukhaphiban) nel 1956. Come tutti i distretti sanitari, fu dichiarata municipio di sotto-distretto nel 1999. Ha fatto parte della Provincia di Nong Khai fino al 23 marzo 2011, quando fu inglobata nella nuova Provincia di Bueng Kan. Nel marzo 2020 le furono assegnati i territori delle disciolte municipalità di sottodistretto di Wisit e dell'organizzazione amministrativa del sottodistretto di Bueng Kan. Con tale cambiamento fu annunciato che lo status del comune passava da municipalità di sottodistretto (thesaban tambon) a città minore (thesaban mueang).

## Economia
L'economia locale si basa sull'agricoltura ed il prodotto principale è il caucciù, in sviluppo è il turismo.